# El Ciudadano (periódico)
El Ciudadano fue un periódico semanal de la Provincia Oriental, publicado usualmente los domingos, de carácter patriótico, que contó en total con un prospecto (antigua denominación del número cero de un periódico), nueve números y tres suplementos publicados entre el 1º de junio y el 27 de julio de 1823.

## Orígenes
Surge entre turbulencias políticas y también periodísticas, impulsado por la Sociedad de Caballeros Orientales, en la misma época que sus periódicos hermanos El Aguacero, La Aurora y El Pampero.
Fue impreso en la Imprenta del Cabildo de Montevideo, que en su momento estaba regenteada por Manuel Torres. El encargado de redacción fue Santiago Vázquez, quien también había escrito para El Pampero y participaba en la redacción de El Aguacero.

## Estilo y tópicos
Con un encabezamiento que rezaba “Pro Patria”, Santiago Vázquez repudiaba el “anarquismo” que predicaba cierta prensa (como El Aguacero) y al mismo tiempo trazaba con rotundez y estilo sus ideas sobre cómo debía conducirse un pueblo autónomo pero organizado.
También cargaba sin titubeo sus tintas contra el gobierno de Buenos Aires que considera corrupto y malintencionado: 
“…ya se nos presenta la parte honrada y juiciosa del pueblo de Buenos aires dispuesta á salir del tenebroso círculo en que lo han sumergido las intrigas de un gobierno nada menos que egoísta, antipatriota é irreligioso con principios insostenibles- procederes irregulares- derechos evidentes del pueblo vulnerados” (El Ciudadano, N.º 5, 28/5/1823)
Si bien El Ciudadano sostendrá una dura crítica contra las Provincias Unidas y su política “malhechora” e intentará guiar la opinión pública hacia el fervor independentista, se diferenciará de sus periódicos hermanos en posturas referidas a la dirección que se debía tomar con respecto a asuntos políticos.

## Acceso al material
En el sitio Anáforas se puede acceder a dos de los nueve números publicados de El Ciudadano.